# Uvaria bancana
Uvaria bancana este o specie de plante angiosperme din genul Uvaria, familia Annonaceae, descrisă de Rudolph Herman Scheffer. Conform Catalogue of Life specia Uvaria bancana nu are subspecii cunoscute.